# Nauheim
Ne doit pas être confondu avec Bad Nauheim.
Nauheim est une commune allemande, située dans l'arrondissement de Groß-Gerau, en Hesse.